# Селищі (Атяшевський район)
Сели́щі (рос. Селищи, ерз. Селища) — село у складі Атяшевського району Мордовії, Росія. Входить до складу Атяшевського сільського поселення.

## Населення
Населення — 309 осіб (2010; 410 у 2002).
Національний склад (станом на 2002 рік):
- ерзяни — 92 %